# Ponte Preta
Ponte Preta este un oraș în Rio Grande do Sul (RS), Brazilia.